# Paraeuops anggiensis
Paraeuops anggiensis is een keversoort uit de familie bladrolkevers (Attelabidae). De soort komt voor in Nieuw-Guinea en is voor het eerst wetenschappelijk beschreven in 2001 door Riedel.